# Melolontha melolontha
Melolontha melolontha, conocido vulgarmente como escarabajo sanjuanero, es una especie de coleóptero polífago perteneciente a la familia Scarabaeidae. Es originaria de Europa y pertenece al género Melolontha, que incluye otras especies similares como Melolontha hippocastani. Vive en zonas de llanura a baja altitud, siendo escaso en áreas de montaña. Prefiere hábitats como zonas boscosas, campos y huertos.
El escarabajo sanjuanero se desarrolla mediante metamorfosis, en la que pasa por las etapas de huevo, larva, pupa y adulto.
El comportamiento de apareamiento está controlado por feromonas. Los machos suelen formar enjambres durante la temporada de reproducción, mientras que las hembras permanecen quietas y se alimentan de hojas. Las hojas liberan compuestos volátiles verdes cuando son consumidas por las hembras, los cuales pueden ser detectados por los machos, permitiéndoles así localizar a la hembra para una oportunidad de apareamiento.
Las larvas utilizan tanto los compuestos volátiles emitidos por las plantas como el dióxido de carbono (CO₂) para localizar las raíces, que constituyen su principal fuente de alimento.
Esta especie constituye una fuente de alimento importante y nutritiva para muchas otras especies. Tanto los adultos como las larvas se alimentan de plantas y son considerados plagas agrícolas, especialmente en cultivos como gramíneas y árboles frutales. Los adultos pueden tener efectos perjudiciales para los cultivos cuando se agrupan en grandes cantidades. Las larvas, por su parte, pueden causar daños severos e incluso llegar a matar la planta al roer sus raíces.

## Distribución geográfica

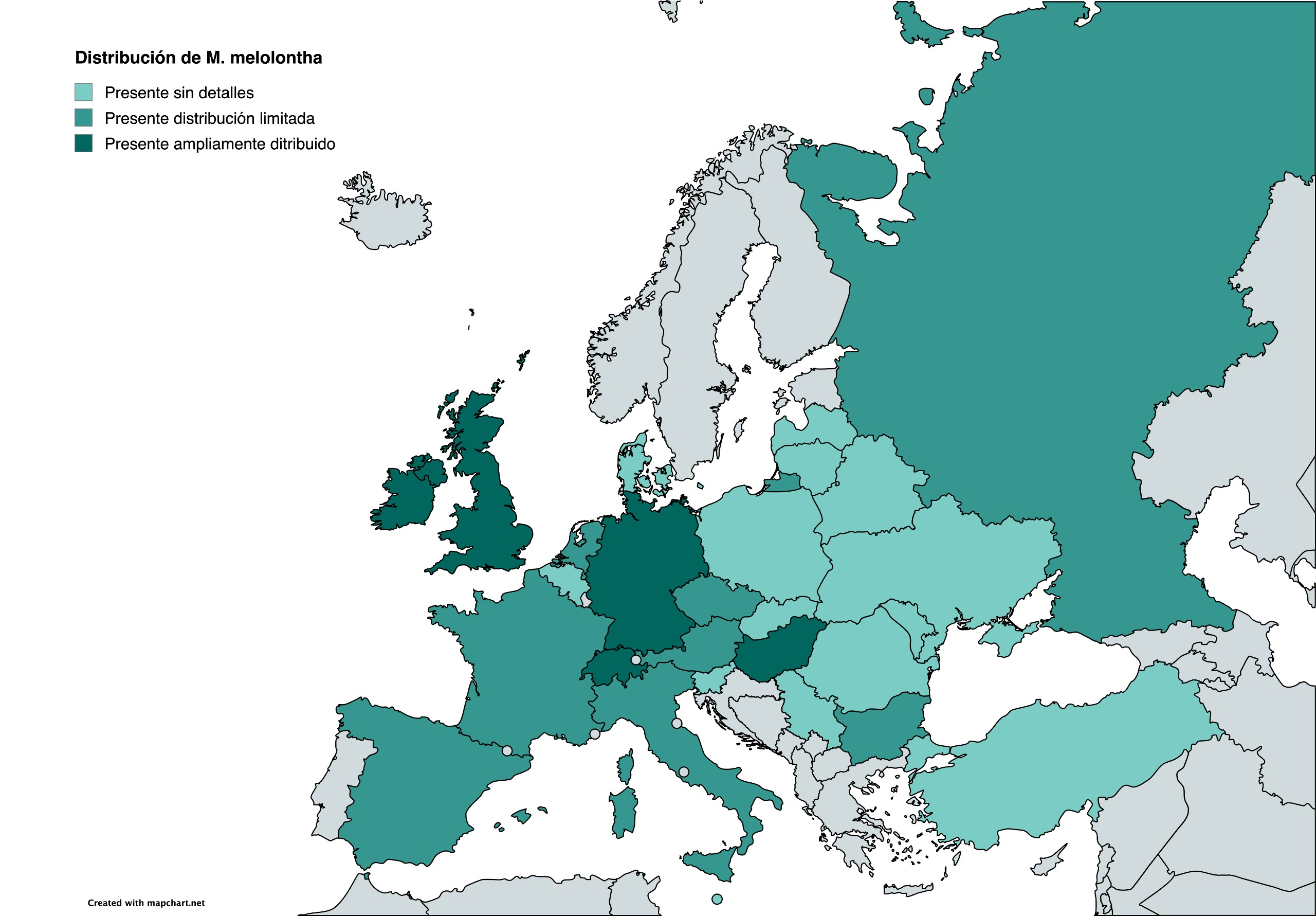
Distribución de Melolontha melolontha. Elaboración propia. Datos extraídos de https://gd.eppo.int/taxon/MELOME/distribution.

Melolontha melolontha está ampliamente distribuida por Europa, donde constituye una de las especies de escarabajo más comunes en muchas regiones templadas. Sus poblaciones son especialmente abundantes en países de Europa central y occidental como Alemania, Francia, el Reino Unido, Hungría y Suiza, donde las condiciones climáticas y edáficas —especialmente la presencia de suelos ligeros y bien aireados— favorecen el desarrollo de las larvas subterráneas.
En otras regiones europeas, como España, Austria, Italia y los Países Bajos, su presencia es más limitada , posiblemente debido a factores como el tipo de suelo, el clima mediterráneo o la presión agrícola. A pesar de estas diferencias regionales, la especie está presente en gran parte del continente europeo. Fuera de Europa, también se han documentado poblaciones en algunas zonas de Asia, incluyendo Turquía y la región del Cáucaso.

## Descripción

### Adultos

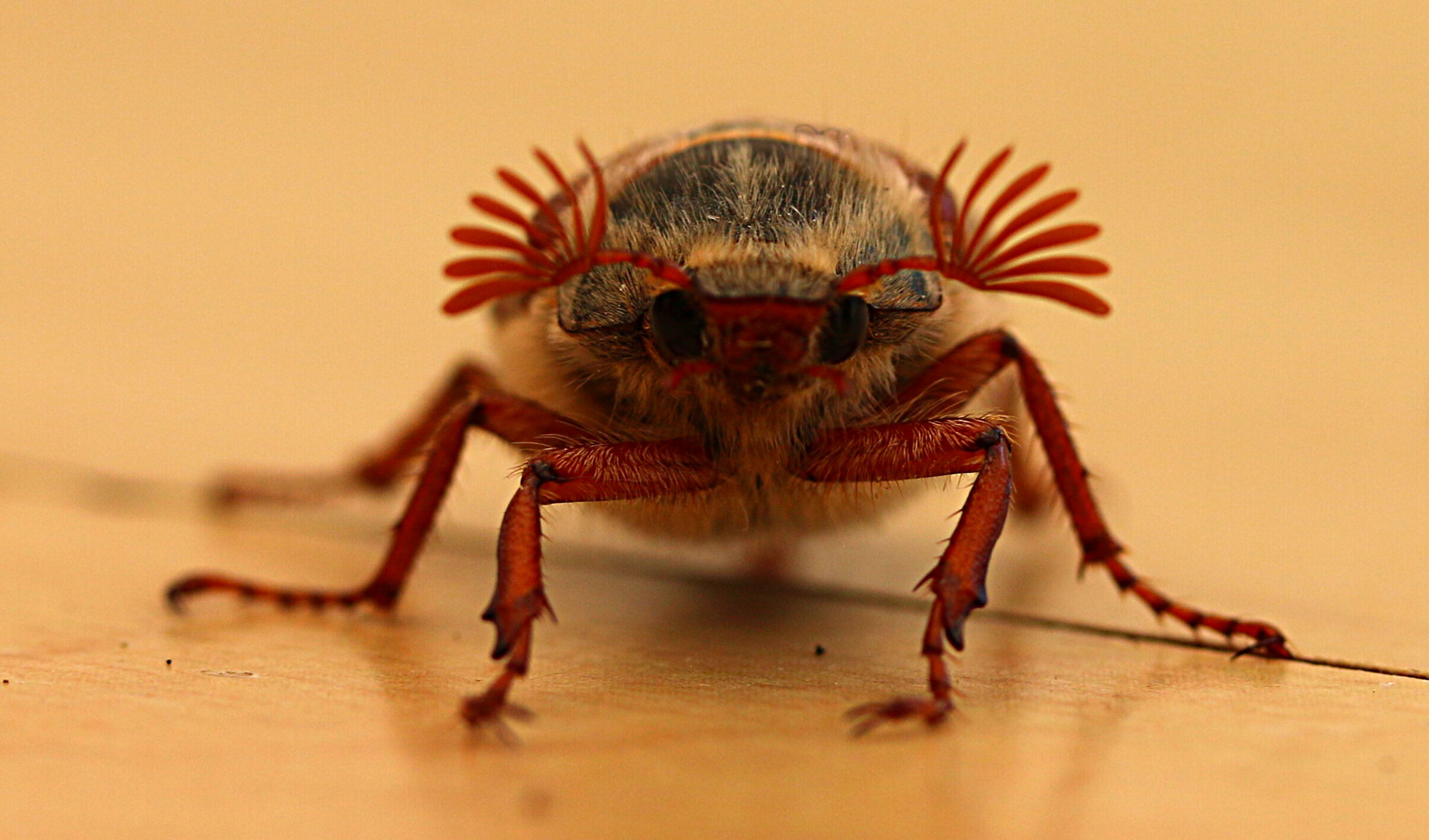
Macho adulto de Melolontha melolontha con antenas formadas por siete láminas, distintivas de su sexo.

Los adultos de Melolontha melolontha miden entre 25 y 30 mm de longitud. Presentan un pronoto negro cubierto de vellosidades cortas, lo que los distingue de M. hippocastani, que tiene pronoto marrón. Su cuerpo posee élitros marrones duros y un tórax negro, mientras que el abdomen es negro con los laterales parcialmente blancos.

#### Dimorfismo sexual
La cabeza de ambos sexos es oscura y cuenta con antenas formadas por diez segmentos. Sin embargo, los machos presentan antenas con siete láminas, mientras que las hembras poseen antenas con seis. Esta diferencia en la morfología antenal está relacionada con la detección de feromonas durante el apareamiento.

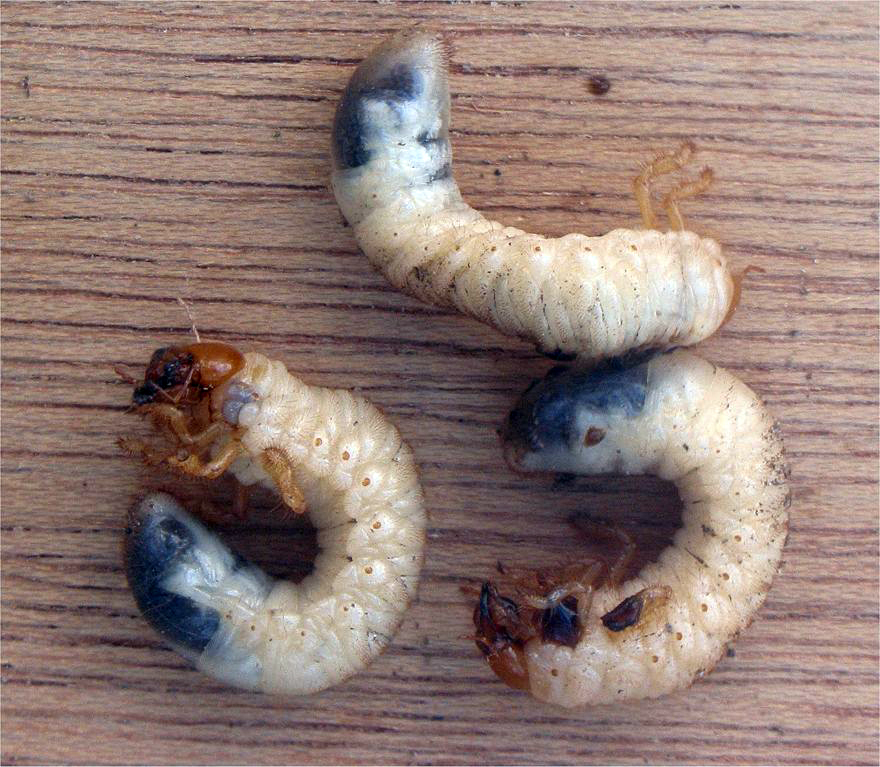
Larva de Melolontha melolontha.

### Larvas
Las larvas de Melolontha melolontha son fácilmente reconocibles por su característico color blanco, su forma arqueada en "C" y por presentar una cabeza naranja bien diferenciada, equipada con mandíbulas robustas adaptadas para alimentarse de raíces subterráneas. Estas larvas atraviesan tres estadios larvales, aumentando progresivamente de tamaño. El ciclo completo de metamorfosis es largo y puede durar de tres a cuatro años, dependiendo de las condiciones ambientales como la temperatura y la disponibilidad de alimento. Al alcanzar su máximo desarrollo, las larvas miden entre 40 y 46 milímetros de longitud. En algunas regiones más frías de Europa del Este, donde el clima ralentiza su crecimiento, las larvas pueden necesitar hasta cuatro años para completar su desarrollo antes de pupar y emerger como adultos

## Biología y comportamiento

### Ciclo vital

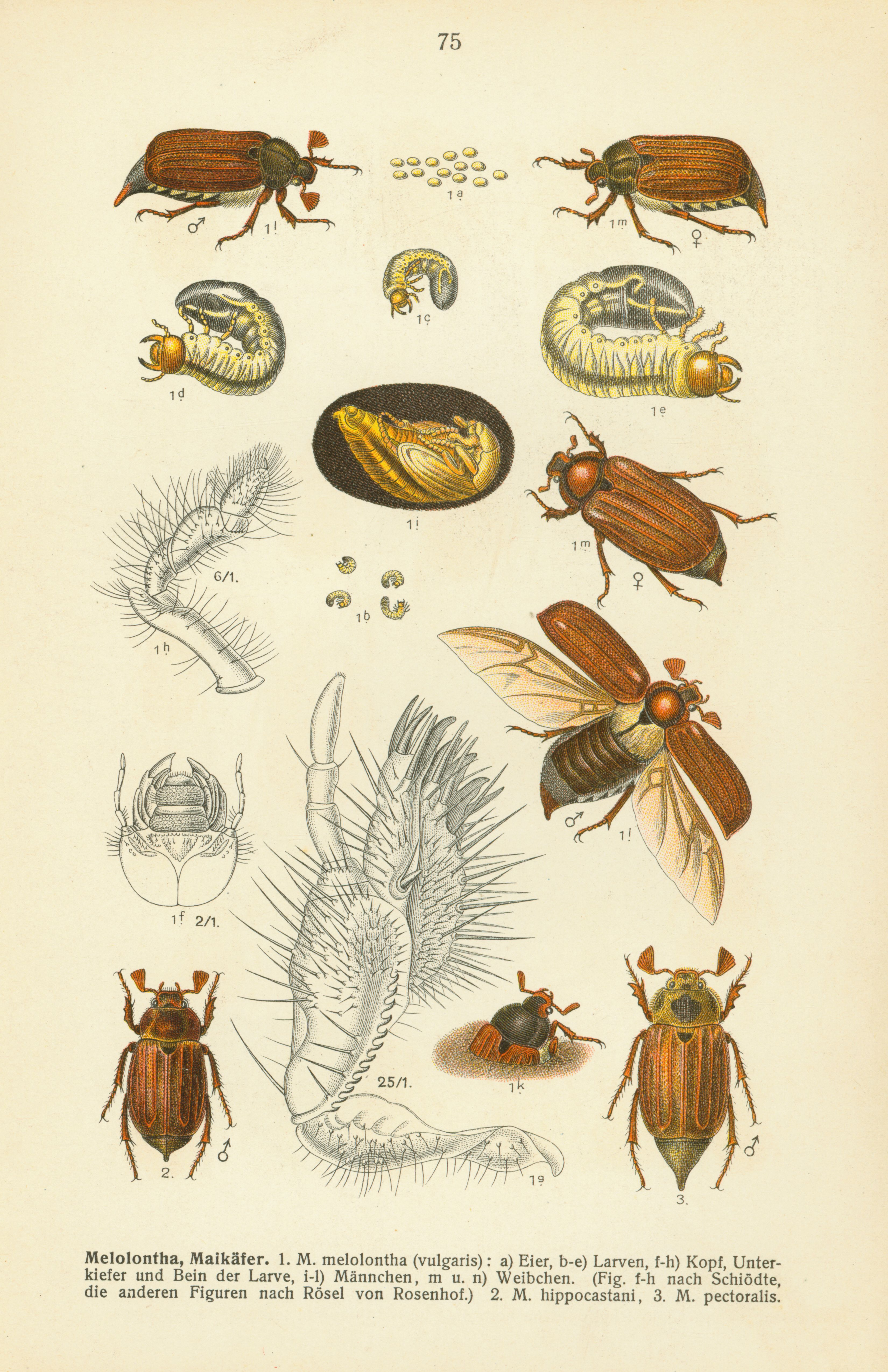
Ciclo vital de Melolontha melolontha. 1 M. melolontha: a) Huevos, b-e) Larvas, f-h) Cabeza, mandíbula y pata de la larva, i-l) Machos, m y n) Hembras. 2 M. hippocastani, 3 M. pectoralis.

Los adultos de Melolontha melolontha emergen a finales de abril o durante mayo, con una vida promedio de cinco a siete semanas. Aproximadamente dos semanas después de su aparición, las hembras comienzan a poner huevos, enterrándolos a profundidades de entre 10 y 20 centímetros en el suelo. Cada hembra puede realizar varias puestas, alcanzando un total de entre 60 y 80 huevos, generalmente en terrenos abiertos como campos de cultivo.
Las larvas eclosionan entre cuatro y seis semanas después de la puesta. Desde su nacimiento, se alimentan de raíces de diversas plantas, incluyendo cultivos como la patata. El desarrollo larval ocurre bajo tierra y se extiende por un período de tres a cuatro años, pudiendo prolongarse hasta cinco años en regiones de clima frío. Durante este tiempo, las larvas alcanzan un tamaño final de 4 a 5 centímetros. En otoño, las larvas se transforman en pupas, completando su metamorfosis en aproximadamente seis semanas.
Los adultos recién formados permanecen enterrados durante el invierno, a profundidades de entre 20 y 100 centímetros, y emergen en primavera. Debido a la duración del desarrollo larval, las poblaciones de M. melolontha presentan ciclos de aparición de tres o cuatro años, aunque este patrón varía según la región. Además, se ha observado un ciclo de mayor escala, de aproximadamente 30 años, en el cual las poblaciones alcanzan densidades excepcionalmente altas, con decenas de miles de individuos.

### Alimentación
Los adultos de Melolontha melolontha se alimentan principalmente de hojas de árboles de hoja caduca y de frutales, mostrando preferencia por especies como el roble, el arce, el castaño dulce, el haya, el ciruelo y el nogal. Esta dieta foliar puede provocar daños  en los árboles, especialmente cuando las poblaciones adultas son abundantes.
Las larvas, por su parte, tienen un impacto aún más severo en los cultivos. Se alimentan de las raíces finas de diversas plantas de campo, incluyendo cereales, gramíneas, árboles jóvenes, remolacha y otros cultivos de raíz. Su actividad puede ser extremadamente destructiva, ya que las larvas son capaces de roer hasta 30 centímetros de raíz por día, lo que compromete seriamente la vitalidad de la planta y puede llevarla a la muerte en poco tiempo.

### Comportamiento de apareamiento

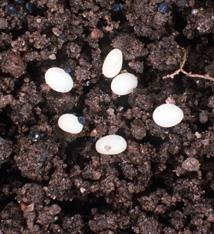
Puesta de huevos de Coleoptera.

Cuando las temperaturas se vuelven favorables, entre abril y mayo, los machos de Melolontha melolontha emergen del suelo. En esta etapa se observa dimorfismo sexual en su comportamiento: los machos forman enjambres al atardecer y se congregan alrededor de grupos de árboles, particularmente en los bordes de los bosques. Mientras que, las hembras permanecen en las ramas alimentándose de hojas hasta alcanzar la madurez sexual.
Los machos sobrevuelan las copas de los árboles en busca de hembras con las cuales aparearse. Este comportamiento de enjambre suele durar varias horas cada día y se mantiene durante un período de 10 a 20 días En general, los enjambres no provocan daños severos a los árboles, aunque pueden afectar a la producción en árboles frutales.
Tras alcanzar la madurez y aparearse, las hembras se trasladan a campos abiertos para depositar sus huevos en el suelo. Este desplazamiento es riesgoso, y solo aproximadamente un tercio de las hembras logra sobrevivir para regresar y realizar una segunda, e incluso en ocasiones una tercera, puesta de huevos.
La localización de las hembras por parte de los machos está mediada por compuestos volátiles de hojas verdes (GLVs), que son una serie de aldehídos, alcoholes y ésteres de seis carbonos liberados por las plantas vasculares en respuesta al daño. Estos compuestos actúan como señales que permiten a los machos identificar las hojas que están siendo consumidas por las hembras. Además, los machos presentan una mayor sensibilidad a concentraciones bajas de GLVs, probablemente debido a diferencias anatómicas en sus antenas respecto a las hembras.

### Comportamiento como plaga
Aunque los adultos de Melolontha melolontha pueden ocasionar daños en árboles frutales, las larvas son consideradas las principales responsables del impacto agrícola. Tras la eclosión, que ocurre entre cuatro y seis semanas después de la puesta, las larvas comienzan a alimentarse inmediatamente de pequeñas raíces. Este comportamiento se mantiene a lo largo de sus tres etapas larvales, interrumpido únicamente por la hibernación, durante la cual las larvas se entierran más profundamente en el suelo.
En su primera fase de crecimiento, las larvas localizan las raíces guiándose por la liberación de dióxido de carbono (CO₂) de las plantas, aunque los daños en esta etapa inicial suelen ser perceptibles solo cuando las poblaciones alcanzan densidades muy elevadas. Es durante la segunda etapa cuando el daño se vuelve más severo, afectando cultivos como gramíneas, cereales y diversos cultivos agrícolas. En la tercera etapa, aunque la intensidad de los daños disminuye ligeramente, las larvas continúan afectando de forma significativa las plantaciones Los mayores daños se registran de mayo a septiembre, los más graves sobre plantas jóvenes.
Las larvas cuentan con órganos sensoriales especializados, como sus antenas, que les permiten detectar señales químicas como CO₂ y compuestos volátiles liberados por las plantas. Además, se ha observado que empujan sus cabezas contra las paredes de sus galerías y utilizan estructuras similares a sensilas en sus antenas para explorar y "saborear" el suelo, perfeccionando su capacidad para encontrar alimento bajo tierra.

## Métodos de control

### Edad media

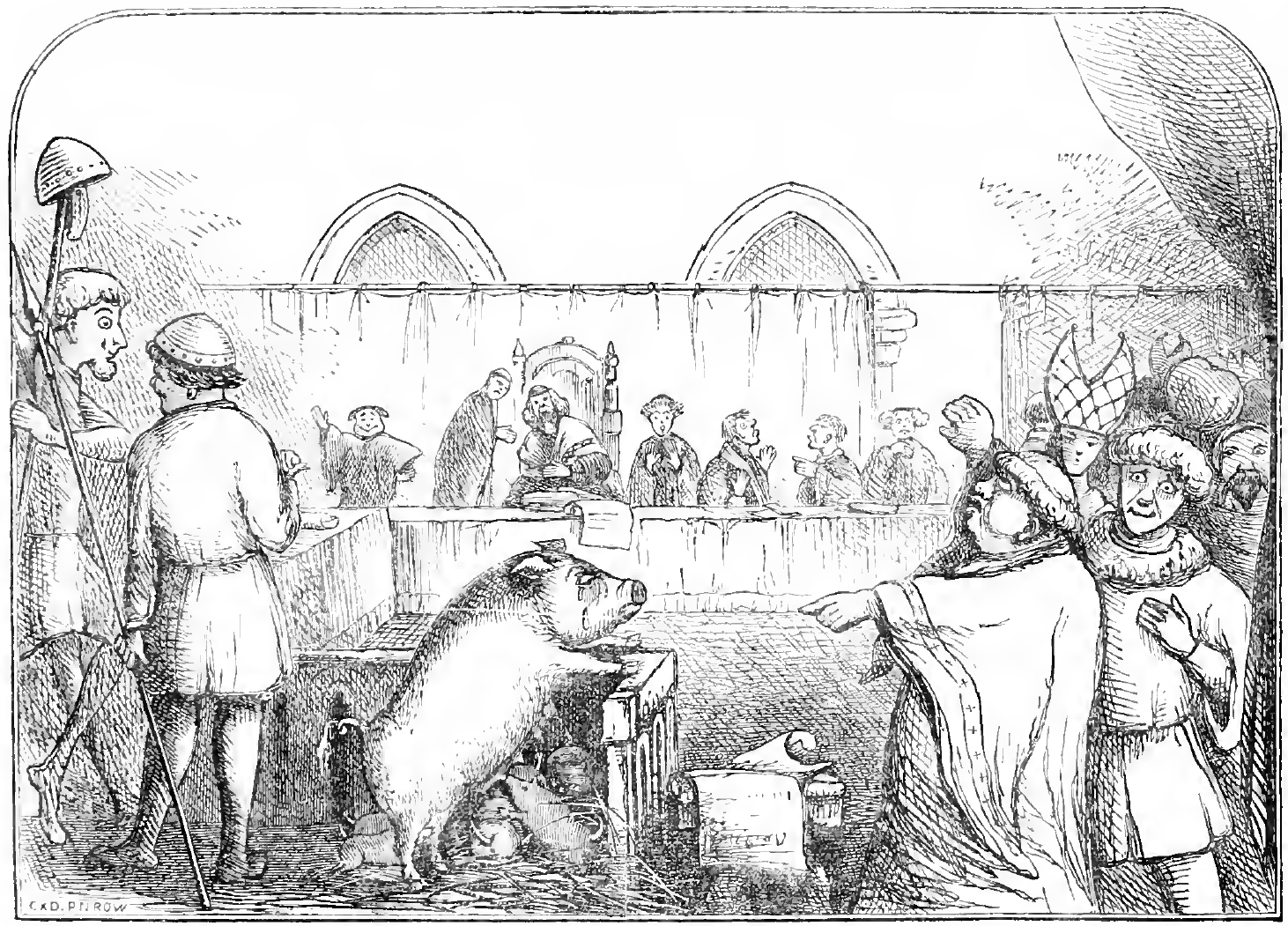
Ilustración del Libro de los Días de Chambers que representa a una cerda y sus lechones siendo juzgados por el asesinato de un niño. El juicio habría tenido lugar en 1457, siendo la madre declarada culpable y los lechones absueltos.

En la Edad Media no existían métodos efectivos de control de plagas. En 1320, los escarabajos de sanjuan fueron llevados a juicio en Aviñón y condenados a retirarse en tres días, siendo luego exterminados por incumplir. Este tipo de juicios era común para animales en esa época.

### SigloXIX
Larvas y adultos de M. melolontha causaban grandes daños agrícolas y forestales. Se intentaba controlar su número recolectando y matando adultos, aunque con éxito limitado; en 1911 se recolectaron más de 20 millones en 18 km². En ocasiones se consumían como alimento: existían recetas de sopa de M. melolontha en Francia, y en Alemania se comían cubiertos de azúcar. Las larvas también podían freírse tras ser purgadas en vinagre. En Suecia, se creía que el color de las larvas predecía la severidad del invierno, llamándolas Bemärkelse-mask.

### Tiempos modernos
Con la modernización agrícola y los pesticidas químicos en el siglo XX, las poblaciones de M. melolontha disminuyeron casi hasta la extinción en algunas zonas. Sin embargo, desde los años 1970, el uso reducido de pesticidas ha permitido que resurjan, afectando más de 1.000 km² en Europa. El control aéreo está prohibido por normativas europeas. Métodos actuales incluyen trampas de luz, agitación de árboles, uso de azadiractina (aunque limitada por su baja persistencia), laboreo del suelo, precultivos como el alforfón y técnicas con feromonas sexuales para atrapar y controlar la reproducción, con bajo riesgo de generar resistencia
Otros métodos incluyen la aplicación de nemátodos entomopatógenos que infectan a las larvas. y la rotación de cultivos con plantas como el trigo sarraceno que inhibe el desarrollo larval

#### Entomopatógenos

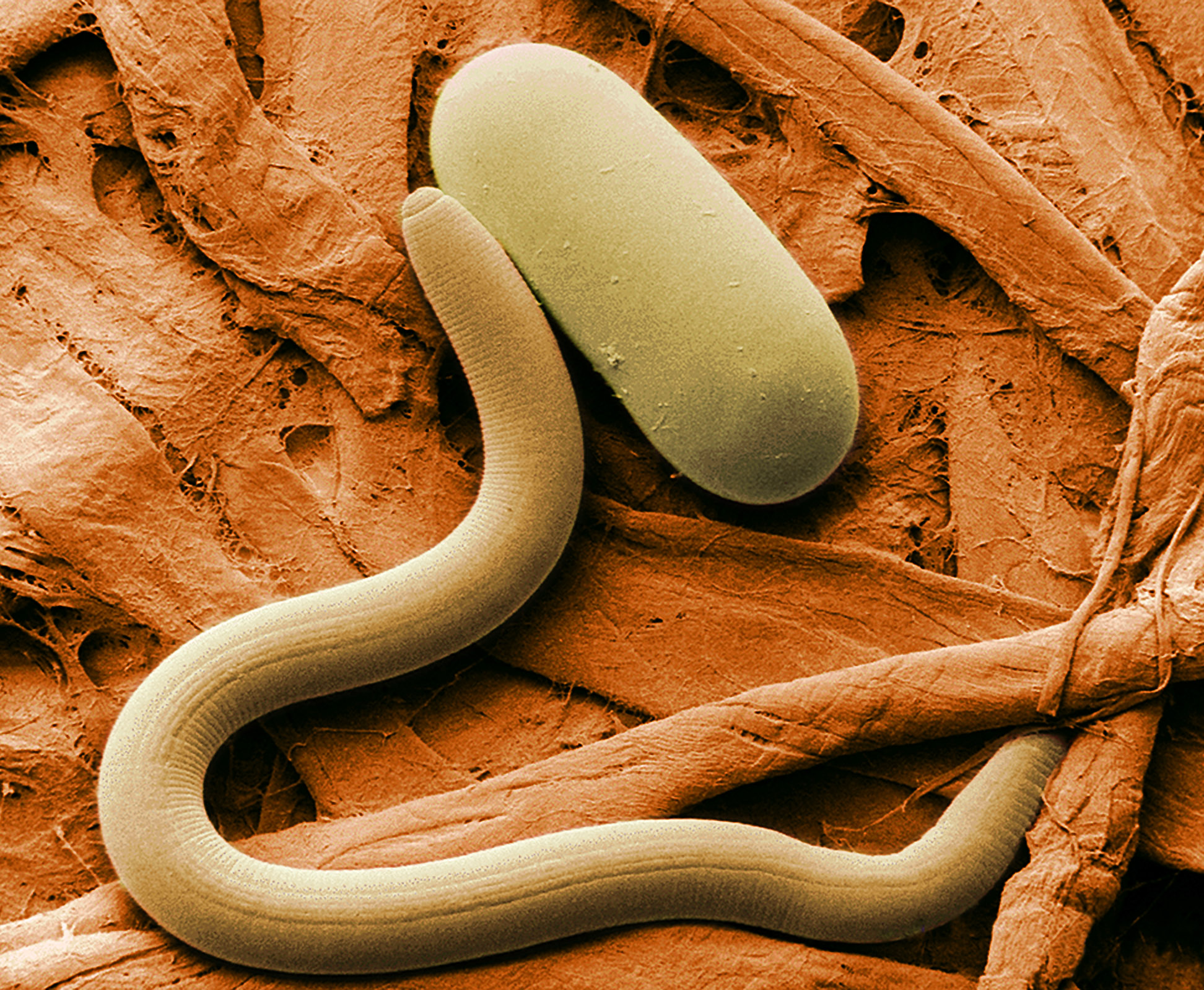
Nemátodo

Los entomopatógenos, organismos que causan enfermedades en insectos, son un área activa de investigación para controlar poblaciones de larvas de Melolontha melolontha. Se estudian hongos como Beauveria brongniartii, eficaz en especies de Melolontha, y B. bassiana, exitoso en otras plagas agrícolas, aunque aún existen desafíos en su aplicación en campo Los nemátodos entomopatógenos han mostrado buenos resultados, especialmente en larvas de primeros estadios También se investiga el uso de bacterias entomopatógenas de los géneros Steinernema y Heterorhabditis, pero su aplicación en campo es compleja. Estas bacterias colaboran con nematodos en estrategias de control. Los resultados limitados han motivado estudios sobre las enzimas intestinales y microbioma de M. melolontha, que podrían actuar como defensa contra estos organismos.

## Depredadores y parásitos

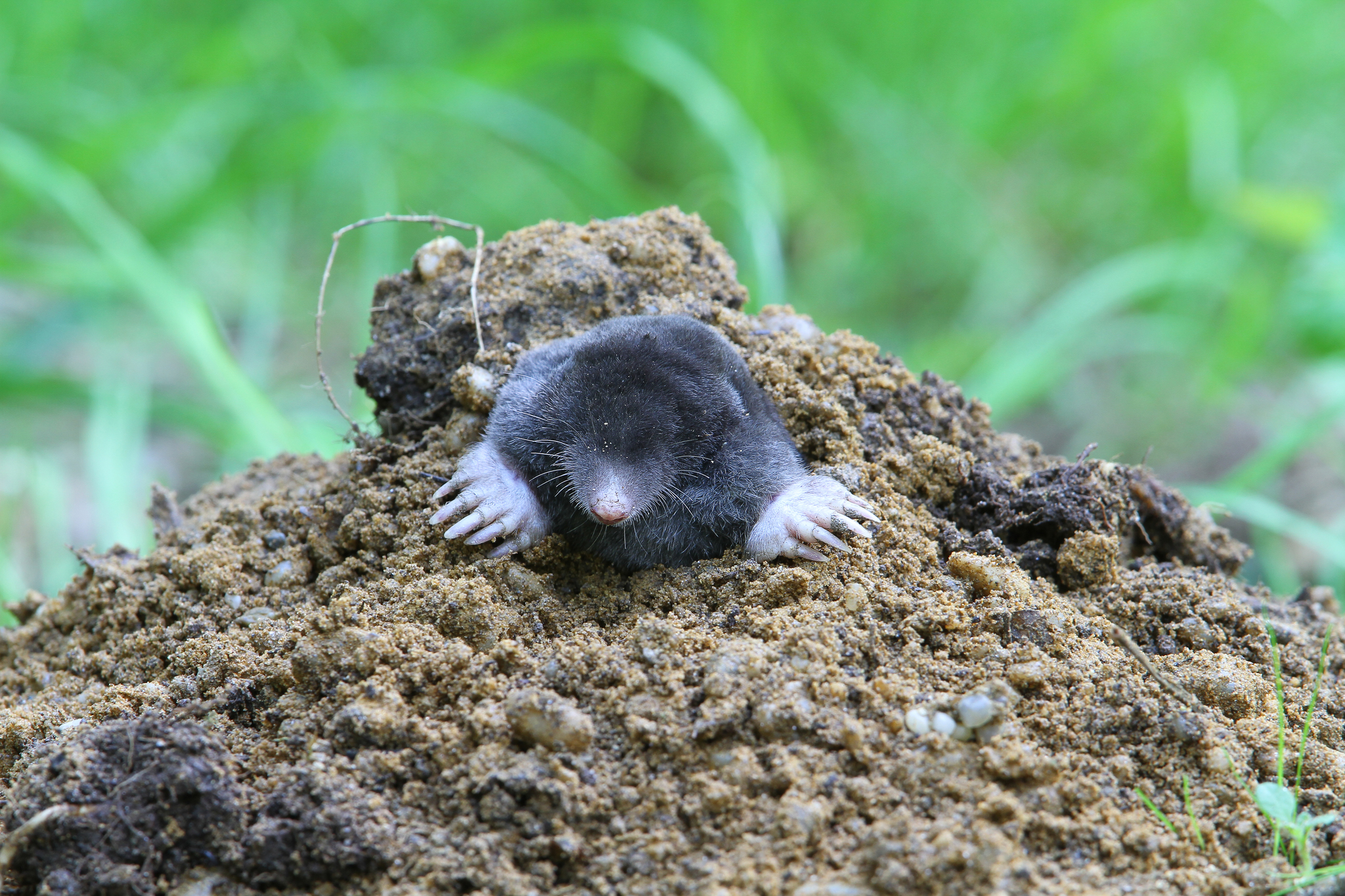
Talpa europaea

El topo europeo (Talpa europaea) es uno de los principales depredadores naturales de Melolontha melolontha. Estos mamíferos insectívoros localizan las larvas bajo tierra gracias a su agudo sentido del olfato y su habilidad especializada para excavar. La predación por parte de los topos contribuye de manera significativa al control natural de las poblaciones de estos escarabajos en las áreas donde ambos coexisten.
Entre otros enemigos naturales, los adultos y larvas de M. melolontha son presa de escarabajos carábidos y hormigas. Además, aves como cuervos y gaviotas también se alimentan de las larvas, especialmente en campos recientemente arados donde son más accesibles.
En cuanto a los parásitos, la mosca Dexia rustica desempeña un papel destacado. Esta especie deposita sus huevos en el suelo, y al eclosionar, las larvas buscan hospedarse en las larvas de M. melolontha durante el invierno. La parasitación suele ser letal para el escarabajo hospedador en primavera. Cada larva de escarabajo puede albergar entre uno y seis individuos de esta mosca parásita.

## Componentes intestinales y microbioma
Las larvas de Melolontha melolontha usan sus enzimas digestivas y microbiota para aprovechar nichos ecológicos únicos, como raíces y materia orgánica en descomposición. Su intestino tiene dos compartimentos principales: un intestino medio tubular que secreta enzimas hidrolíticas para descomponer macromoléculas, y un intestino posterior bulboso para fermentación. La diversidad bacteriana intestinal es alta y refleja la variedad de su dieta.
En el intestino medio, la glucosa se descompone y absorbe. Además, enzimas proteolíticas ayudan a la resistencia contra toxinas bacterianas, inactivándolas; entre ellas, se destacan las enzimas tipo tripsina.
El intestino posterior alberga bacterias que fermentan residuos como la celulosa, produciendo acetato, lo que sugiere una microbiota homoacetogénica. También es abundante Desulfovibrio, indicando un rol en la reducción de sulfato, aunque el origen del sulfato en la dieta es desconocido
Investigaciones sobre el microbioma de M. melolontha buscan mejorar el control biológico con nematodos, que transportan bacterias como Xenorhabdus nematophila. Estas bacterias liberan enzimas líticas para reducir la microbiota nativa y favorecer al nematodo. Sin embargo, bacterias del intestino medio como Pseudomonas chlororaphis pueden actuar como antagonistas de estas bacterias entomopatógenas, siendo más comunes en la última fase larval

## Usos deMelolontha melolontha

### Usos históricos

#### Uso medicinal tradicional:
Antiguamente en Europa se empleó este escarabajo con fines terapéuticos. En la medicina popular, se extraía aceite de las larvas de Melolontha para aplicarlo sobre rasguños, heridas y tratar dolencias como el reumatismo. Asimismo, se utilizaban los adultos macerados en vino como remedio contra la anemia.

#### Uso alimenticio:

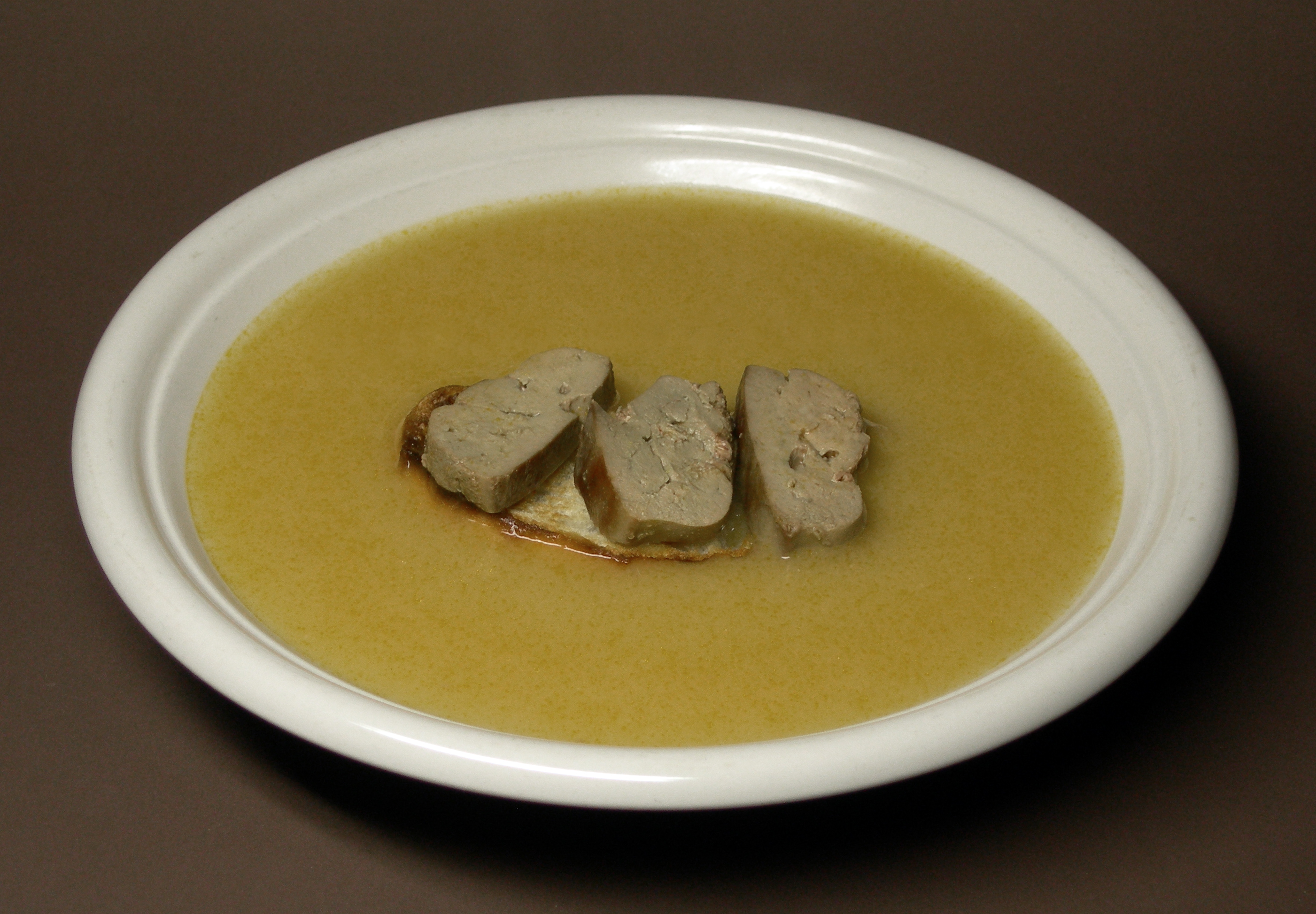
Sopa de Melolontha melolontha.

Debido a su abundancia estacional, el escarabajo M. melolontha también llegó a consumirse como alimento. En el siglo XIX y comienzos del XX eran comunes recetas de sopa de escarabajo sanjuanero, donde se tostaban los adultos (tras quitarles las alas y patas) y se cocinaban en caldo, a veces con hígado, sirviéndolos con hierbas. Igualmente, existen reportes de escarabajos confitados en azúcar consumidos por estudiantes en la Alemania de la década de 1920. Incluso sus larvas blancas llegaron a freírse o asarse tras dejarlas en vinagre para purgarlas, aprovechándose como fuente de proteína en tiempos de plagas abundantes.

### Usos actuales
En la actualidad Melolontha melolontha ha perdido esos usos tradicionales y no tiene un rol reconocido en medicina o alimentación. Por el contrario, suele considerarse una especie perjudicial por sus larvas devoradoras de raíces y adultos defoliadores.